# Zwide kaLanga
Zwide kaLanga (* um 1758; † um 1820 in Nongoma; kurz Zwide) war Anführer (Inkosi) der Ndwandwe, die zu den Nguni gehörten. Sein Reich wurde ein Opfer des Zuluherrschers Shaka.

## Leben
Zwides Vater war das Oberhaupt der Ndwandwe, Langa kaXaba, seine Mutter war Ntombazi. Er beherrschte ein Gebiet rund um Nongoma. Zwide unterwarf die Khumalo mit ihrem Oberhaupt Matshobana kaMangete, dessen Sohn Mzilikazi sich später mit Shaka überwarf.
Südlich des Gebietes bestand die Mthethwa-Konföderation, beherrscht von Dingiswayo. Als sich diese mit den Tsonga verband, um mit den Portugiesen Handel an der Delagoa-Bucht treiben zu können, griff Zwide sie 1817 an. Es gelang Zwide, Dingiswayo im Kampf zu töten. Vermutlich hatte Shaka – Dingiswayos Heerführer – ihn an Zwide verraten. In das entstandene Machtvakuum drängte aber Shaka, der die Ndwandwe angriff, obwohl sein Heer zahlenmäßig deutlich unterlegen war. In der „Schlacht von Gqokli Hill“ gelang Shaka fast ein Sieg. 7500 Ndwandwe-Krieger, darunter fünf von Zwides Söhnen, wurden getötet. Zwide und die überlebenden Soldaten konnten jedoch nordwärts fliehen. 1819 unternahm Zwide einen Feldzug gegen die Zulu. Shaka ließ die Ndwandwe in sein Gebiet einmarschieren und antwortete mit einer Guerillataktik. Wegen fehlenden Materials mussten die Ndwandwe schließlich Anfang 1820 den Rückzug antreten. Shaka besiegte sie in der „Schlacht am Mhlatuze-Fluss,“ indem er bei der Flussüberquerung einen Keil in das Heer Zwides trieb. Zwide wurde kurz darauf von Zulu in Nongoma getötet. In diese Zeit fällt der Beginn der Mfecane. Nach Zwides Tod zogen einzelne Ndwandwe-Gruppen in nördlich gelegene Gebiete, während die übrigen Ndwandwe von den Zulu getötet oder assimiliert wurden.
Zwides Grab liegt in Nongoma an einem unbekannten Platz.

## Sonstiges
Ein Baum in Nongoma wird als Zwide’s Tree bezeichnet. Zwide soll unter dem Baum Gericht gehalten haben.